# Morirò d'amore (album Giuni Russo)
Morirò d'amore è un album di Giuni Russo, pubblicato il 7 marzo 2003 dall'etichetta discografica Sony Music.

## Descrizione
L'album viene pubblicato in occasione della partecipazione di Giuni Russo al Festival di Sanremo con l'omonima Morirò d'amore, ottenendo un buon successo di vendite.
Il disco è sostanzialmente una riedizione del precedente album live, la cui scaletta viene però ridotta di quattro tracce (Adeste fideles, Nomadi, Nada te turbe e Il re del mondo), mentre vengono aggiunti quattro inediti quali Amore intenso, Moro perché non moro, Una rosa è una rosa e la stessa Morirò d'amore, più una nuova registrazione dal vivo: Il sole di Austerlitz. Quest'ultima proviene dal concerto del 29 dicembre 1999 in Basilica di San Lorenzo a Milano e sarà riproposta insieme al resto dell'esibizione, nell'album Las Moradas.

## I brani

### Morirò d'amore
Testo e musica di Giuni Russo, Maria Antonietta Sisini e Vania Magelli; contiene delle citazioni di Santa Teresa d'Avila e San Giovanni della Croce. Il brano, una specie di romanza-lied arrangiata da Franco Battiato e Roberto Colombo (vincitori del Premio Volare per il miglior arrangiamento al Festival di Sanremo), è il primo dei quattro brani inediti contenuti nel disco, realizzati dal team di musicisti composto da Stefano Barzan per la scrittura degli archi, Roberto Cacciapaglia al pianoforte e Raffaele Stefani alle chitarre.

### Una rosa è una rosa
Riprende con leggerezza l'intuizione di una frase di Gertrude Stein, con arrangiamento curato sempre da Franco Battiato; testo e musica sono di Giuni Russo e Maria Antonietta Sisini. Del brano è stato realizzato anche un videoclip ufficiale, con la regia di Franco Battiato e ambientato nella dimora del cantautore a Milo.

### Moro perché non moro
È forse il brano più rappresentativo della fede spirituale di Giuni Russo; si rifà ad una poesia di Santa Teresa d'Avila (Il desiderio del cielo), scritta dopo un'estasi in cui la Santa ebbe un'apparizione della Vergine Maria; il componimento è stato rielaborato e musicato dalla stessa Giuni con Maria Antonietta Sisini, mentre Franco Battiato ne ha curato l'arrangiamento basato su sonorità industrial-techno.

### Amore intenso
Definita dalla stessa Giuni Russo «una meditazione sperimentata e cantata», era una delle due canzoni in lizza per essere sottoposte all'attenzione di Pippo Baudo nell'ipotesi di una partecipazione - poi avverata - al Festival di Sanremo 2003.

### J'entends siffler le train
È una rivisitazione del vecchio successo di Richard Anthony, in duetto con Franco Battiato.

### La sua figura
È uno dei brani singolari che Giuni Russo e la sua coautrice (e produttrice) Maria Antonietta Sisini hanno elaborato traendo ispirazione da testi sacri e religiosi (qui la citazione è dall'opera poetica di San Giovanni della Croce).

### Un'anima fra le mani
È un'originale rilettura di Un'anima pura di Don Marino Barreto Jr., in una versione pacata e riflessiva, quasi spassionata, lineare e composta, che rivela la limpida bellezza della linea melodica del brano.

### Il carmelo di Echt
Composto da Juri Camisasca, ed ispirato alla vita e alla morte di Edith Stein (ebrea tedesca, monaca carmelitana deportata e morta ad Auschwitz), pervasa da una irreale serenità ma al tempo stesso da una forte drammaticità.

### Sakura ("Sotto il ciliegio")
È un canto tradizionale giapponese, un inno alla creazione che si rinnova nel tempo della primavera, e l'asciutto accompagnamento musicale evidenza la purezza quasi disincarnata della voce di Giuni.

### Ciao amore ciao
È la canzone presentata da Luigi Tenco e Dalida a Sanremo 1967, edizione del Festival che vide la tragica fine del cantautore piemontese: la versione di Giuni comprende una leggera variazione melodica nel ritornello.

### La sposa
È la celebrazione della svolta interiore dell'artista e della sua conversione ad nuovo stile musicale, attraverso la ricerca della spiritualità.

### Vieni
Rielaborazione di alcuni versi di Jalal-Dim Rumi, mistico persiano, con testo e musica del duo Russo/Sisini e l'arrangiamento di Franco Battiato.

### Io nulla
Brano molto lungo e dalle sonorità elettroniche, curato nel testo e musica, come sempre, dal duo Giuni Russo e Maria Antonietta Sisini.

### Il sole di Austerlitz
Brano scritto da Franco Battiato e Alberto Radius per l'album Energie (1981), uno dei lavori più importanti e rappresentativi delle doti artistiche di Giuni Russo.

### O vos omnes
Rielaborazione di una quartina biblica tratta dalle Lamentazioni di Geremia: la potente voce di Giuni Russo ne esalta rilevanza e solennità.

## Tracce
1. Morirò d'amore - 3:48 (Giuni Russo - Maria Antonietta Sisini - Vania Magelli)
2. Una rosa è una rosa - 3:37 (Giuni Russo - Maria Antonietta Sisini)
3. Moro perché non moro - 4:23 (Giuni Russo - Maria Antonietta Sisini)
4. Amore intenso - 3:27 (Giuni Russo - Maria Antonietta Sisini)
5. J'entends siffler le train - 3:21 (West) con Franco Battiato
6. La sua figura - 3:47 (Giuni Russo - Maria Antonietta Sisini)
7. Un'anima fra le mani - 3:58 (Guarnieri - Celli)
8. Il Carmelo di Echt - 3:49 (Juri Camisasca)
9. Sakura - 2:51 canto tradizionale giapponese
10. Ciao amore - 5:26 (Luigi Tenco)
11. La sposa - 3:20 (Giuni Russo - Maria Antonietta Sisini)
12. Vieni - 4:18 (Giuni Russo - Maria Antonietta Sisini)
13. Io nulla - 6:04 (Giuni Russo - Maria Antonietta Sisini)
14. Il sole di Austerlitz - 4:00 (Alberto Radius - Franco Battiato)
15. O vos omnes - 3:54 (Giuni Russo - Maria Antonietta Sisini)

### Singolo estratto
- Morirò d'amore

## Formazione
- Giuni Russo – voce
- Roberto Cacciapaglia – pianoforte
- Raffaele Stefani – chitarra
- Massimo Faggioni – programmazione
- Stefano Medioli – tastiera, programmazione, pianoforte
- Corrado Medioli – tastiera, fisarmonica
- Michele Fedrigotti – pianoforte
- Maurizio Parafioriti – programmazione addizionale
- Marco Remondini – violoncello, sassofono soprano